# John Wilkes
John Wilkes (Londres, Regne de la Gran Bretanya, 1725 - ibídem, 1797) fou un polític anglès, que creà una aurèola de personatge excessiu i llibertari entorn de la seva figura. Se'l coneixia per les seves aficions mundanes.
Ja de ben jove aconseguí arreglar-se un matrimoni amb Mary Mead, deu anys més gran que ell, riquesa considerable i posició social alta. Li proporciona l'escalada social i els diners suficients per portar una vida llibertina. Iniciar així una carrera política com a defensor de les llibertats, essent un important polític polèmic. Va ser membre del Parlament des de 1757, es va enfrontar (junt amb el partit Whig) a la política arbitrària de Jordi III; a més de la societat estereotipada de la seua època.
És l'autor d'un anònim publicat al diari "The Norht briton" titulat "L'amic incompetent del rei" on criticava profundament el tarannà absolutista del rei Jordi III. Aquest diari el va fundar ell mateix el 1762. Fou expulsat del Parlament dues vegades (el 1764 i el 1769), processat i empresonat diversos cops, tot i tenir immunitat parlamentària que el rei va violar.
Tanmateix fou tornat a escollir com a diputat al Parlament Britànic, gràcies a l'opinió pública molt contrària a la reacció del monarca. Va esdevenir un símbol de llibertat i un dels impulsors més reals d'una veritable opinió pública polititzada, alhora que va conduir a diferents mesures que obrien el camí a la transparència. El 1774 va tornar al Parlament i fou nomenat Lord Major.